# Andrena savignyi
Andrena savignyi är en biart som beskrevs av Maximilian Spinola 1838. Andrena savignyi ingår i släktet sandbin, och familjen grävbin. Inga underarter finns listade i Catalogue of Life.

## Bildgalleri

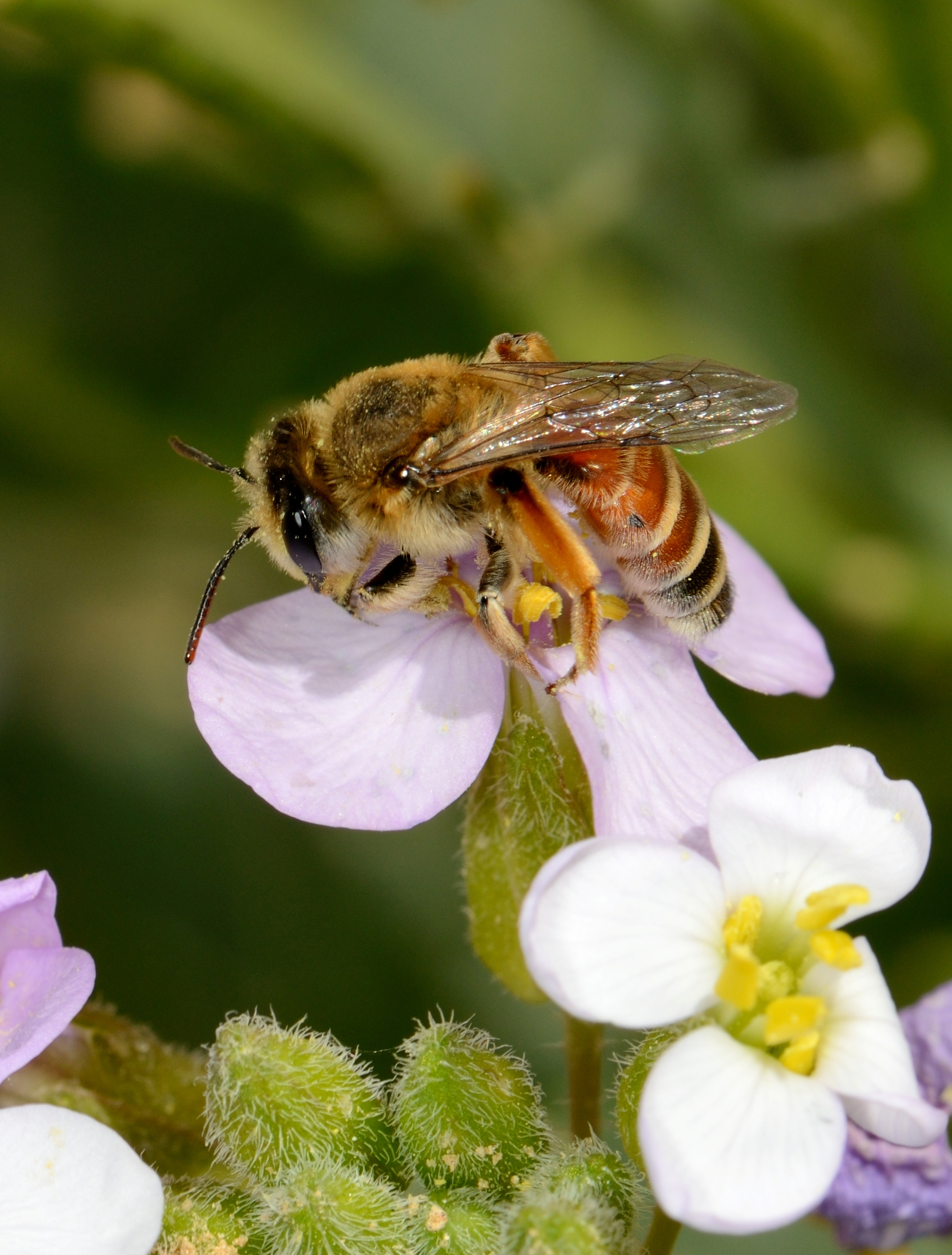
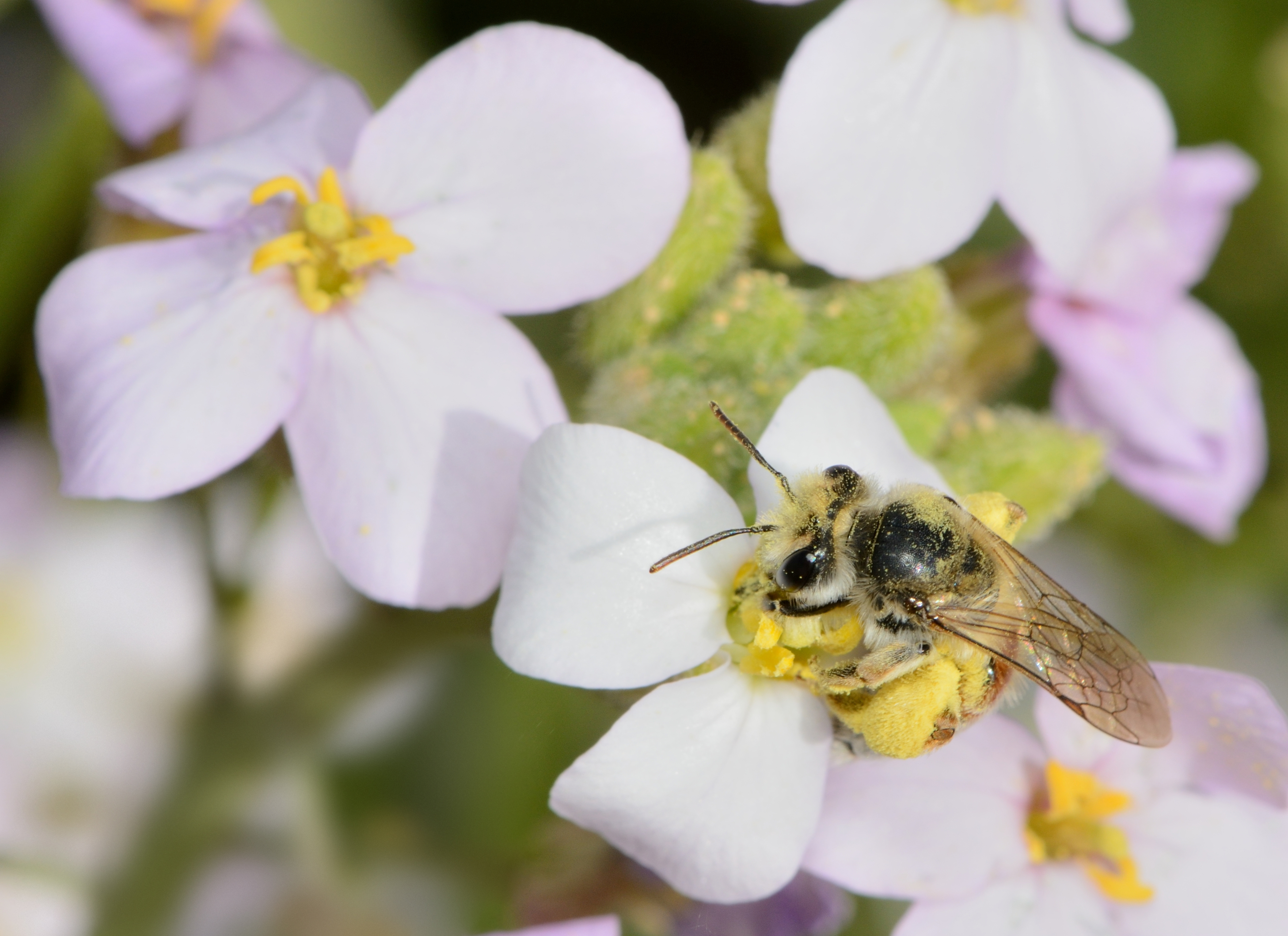